# A5-ös autópálya (Horvátország)
A horvátországi A5-ös autópálya (horvátul Autocesta A5 vagy Slavonika) dél felé haladva köti össze Magyarországot Bosznia-Hercegovinával. Gyakran a szlavón autópályaként is emlegetik, de ez csak a közkeletű neve, nem hivatalos. Az autópálya még nem készült el egészében, de útdíjat kell fizetni. A fizetés itt is, mint minden horvát autópályán, kapus módszerrel történik. Az út az E73-as út részét képzi, és része az úgynevezett VC korridornak is.

## Története

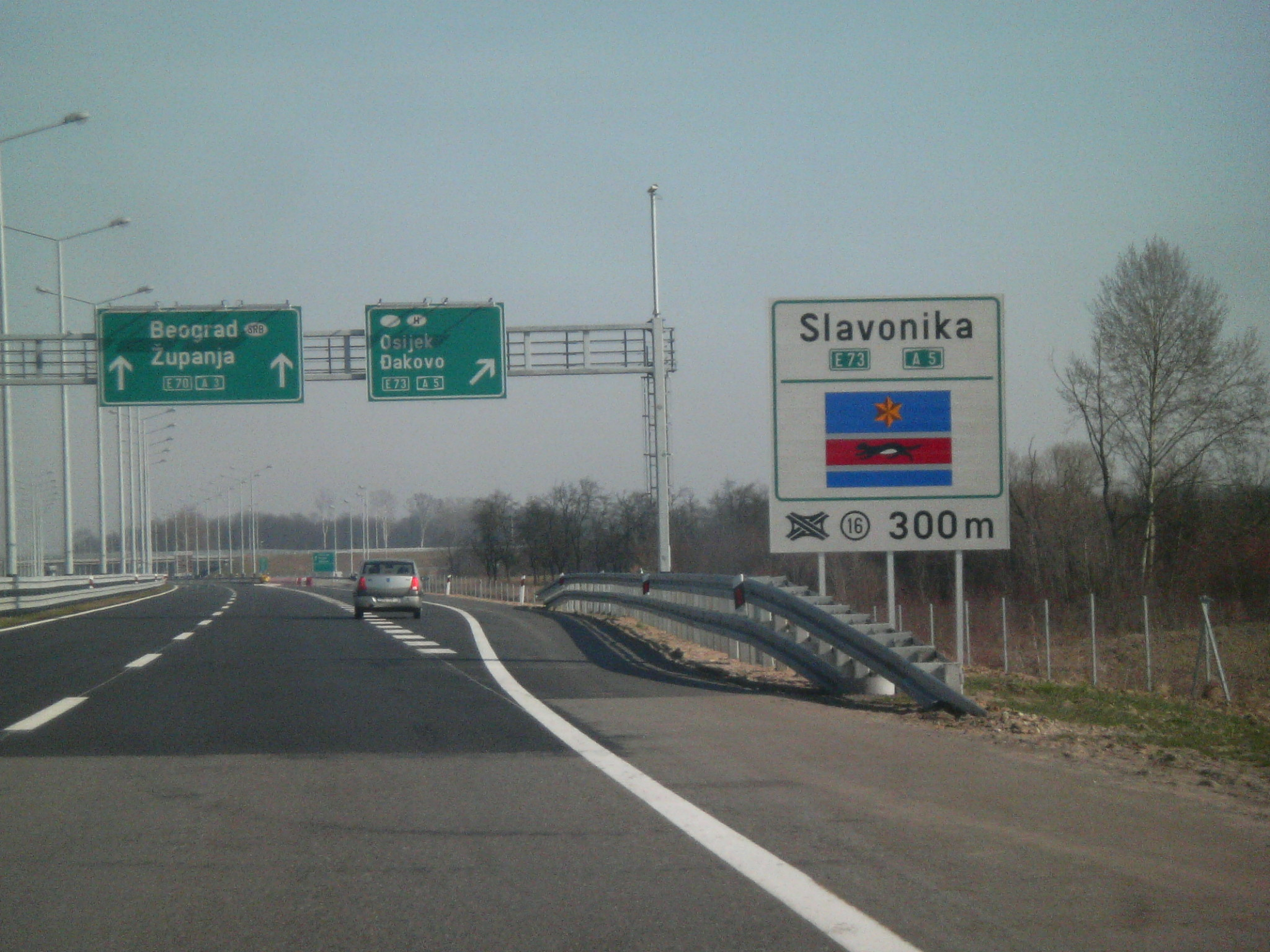
Az A3-as és az A5-ös találkozása Sredancinál

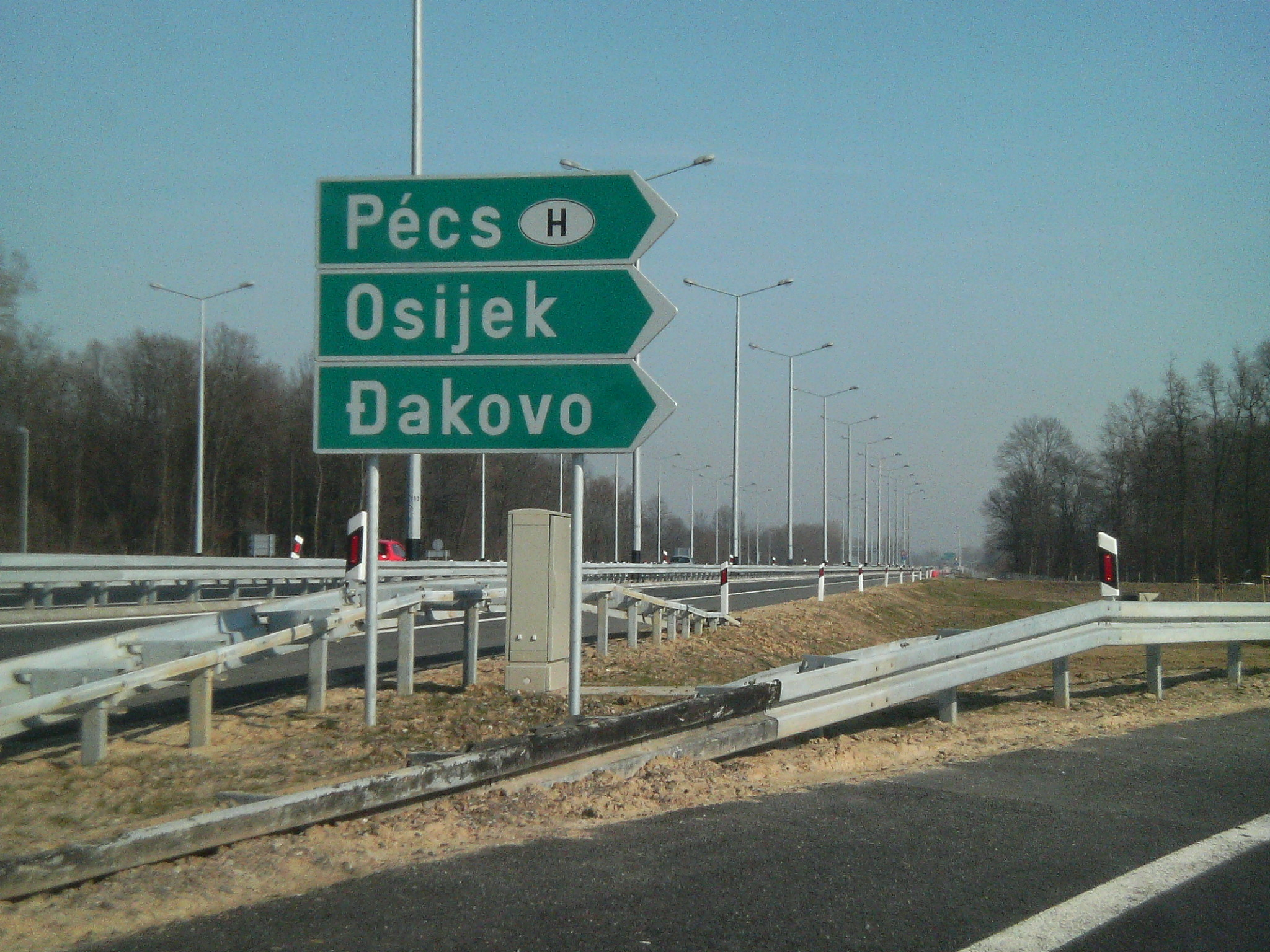
Az A3-as és az A5-ös találkozása

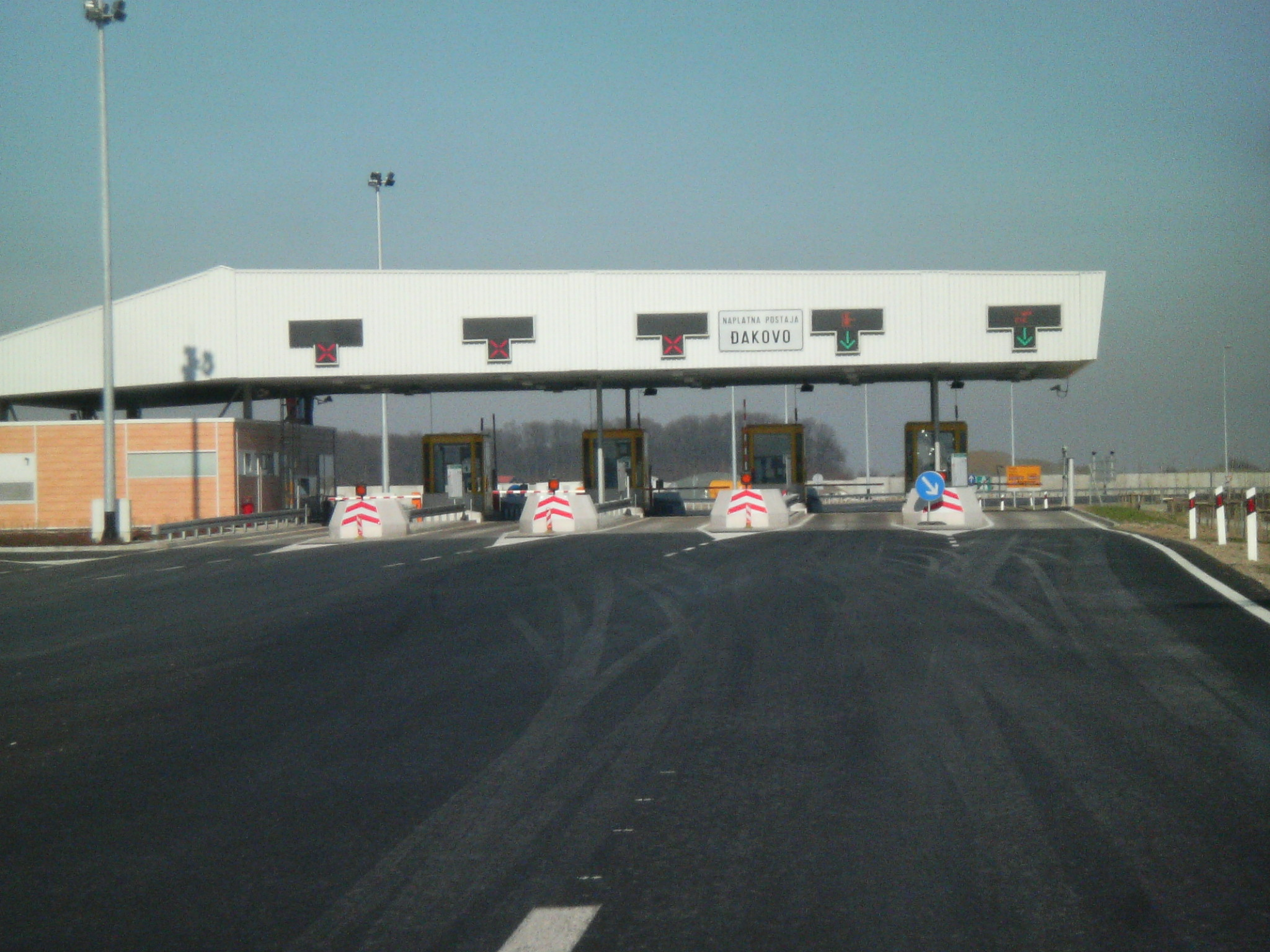
Fizetős kapu Diakovárnál

Az első 21 km-es szakaszt - Sredanci-Diakovár - 2007. november 9-én adták át. A második szakasz - Diakovár-Eszék - átadására 2009. április 17-én került sor.
További szakaszok: A magyar határtól Eszékig, valamint az A3-astól a bosnyák határig érő szakaszokat még csak építik, vagy tervezik.
2009. május 14-én aláírták az eszéki Dráva-híd építéséről szóló szerződést. A hidat 30 hónap alatt építi fel a meg nem nevezett nemzetközi konzorcium. 2012-ben takarékossági okokból a híd megépítését elhalasztották.
2015 januárjában felvetették, hogy autópálya helyett autóutat építenek Eszék és Pélmonostor között, amely így olcsóbban és gyorsabban elkészülne.
A bosnyák-horvát határon a hidat és határátkelőt 2021. szeptember 30-án adták át.
2022. december 1-én átadták az Eszék és Pélmonostor (Beli Manastir) közötti 24,5 kilométeres szakaszt, amely magába foglal egy 2507 méter hosszú Dráva hidat is, a maradék 5 kilométeres szakaszt várhatóan 2025 szeptemberében adják át.

## Fenntartása
Az autópályát a Hrvatske Autoceste d.o.o. felügyeli és fenntartja.

## Európai útszámozás
| Szám | Útvonal                               |
| ---- | ------------------------------------- |
|      | / Baranyavár (Branjin Vrh) - Svilaj / |

## Díjfizetés 2021-ben
| Kijáratok | I. Kategória | II. Kategória | III. Kategória | IV. Kategória |
| --------- | ------------ | ------------- | -------------- | ------------- |
| Svilaj    | 26,00        | 41,00         | 61,00          | 90,00         |
| Diakovár  | 15,00        | 24,00         | 35,00          | 52,00         |
| Csepin    | 4,00         | 7,00          | 9,00           | 14,00         |

Az árak horvát kunában (Kn) értendőek!

## Galéria

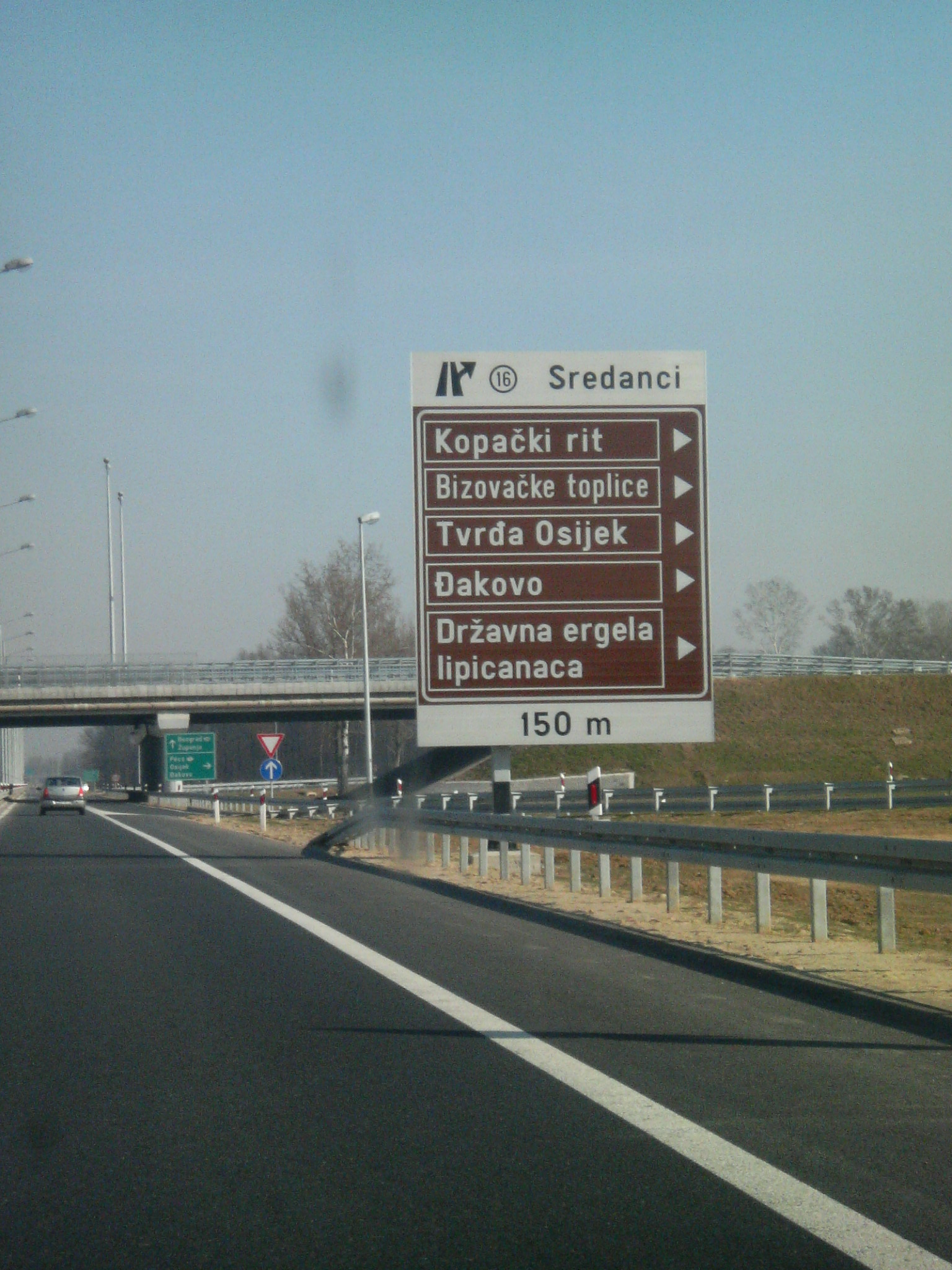
Az út jelzése az A3-ason
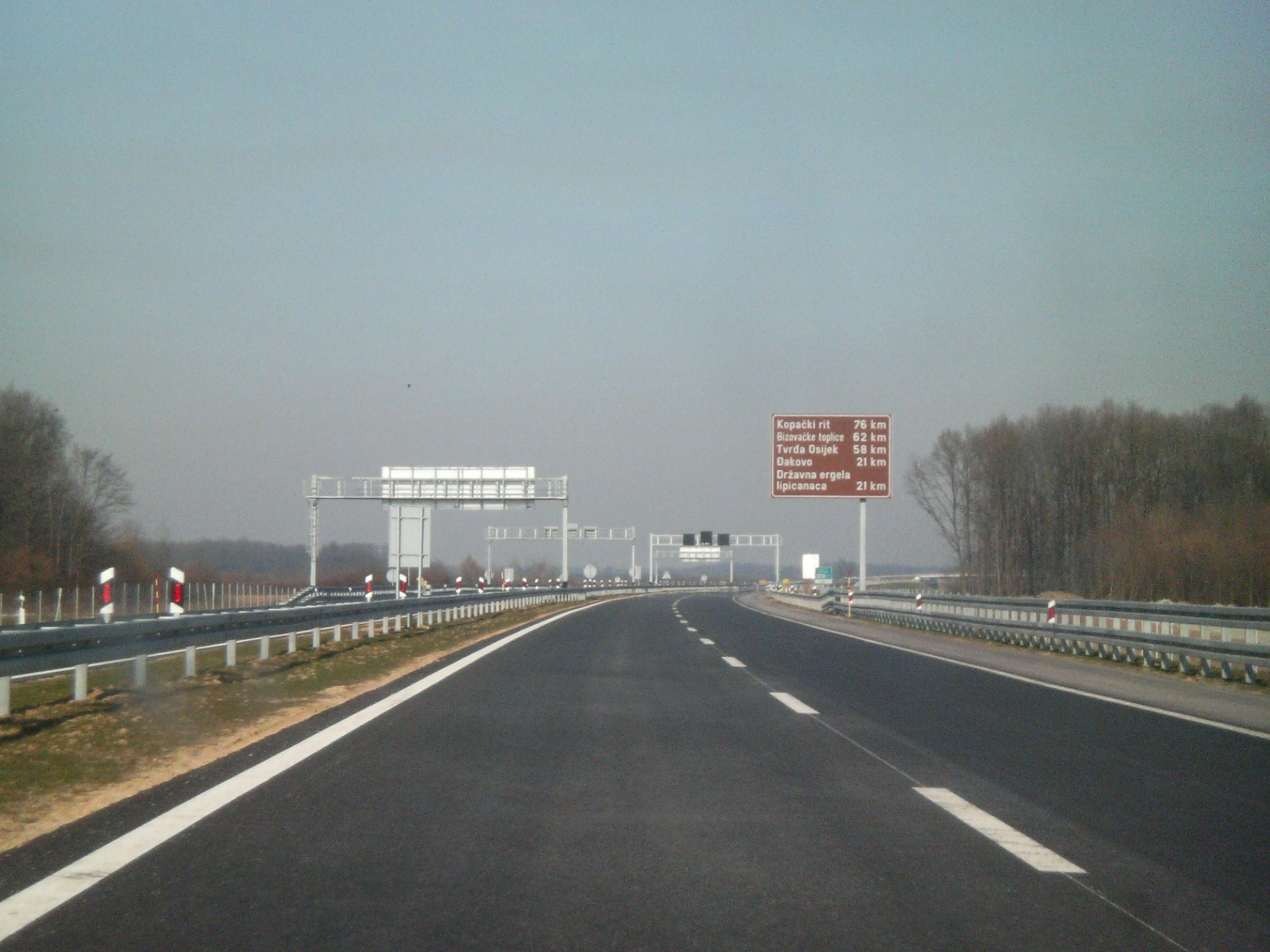
A5